# 中山美保
中山 美保（なかやま みほ、1938年〈昭和13年〉2月13日 - 2017年〈平成29年〉2月7日）は、日本のお笑いタレントである。本名（結婚後）：石田 美保子（いしだ みほこ）。
徳島県徳島市出身。よしもとクリエイティブ・エージェンシー大阪本部所属。

## 来歴
プール学院高等学校卒。
幼年期は、父親の仕事の都合でオランダ領東インド（第二次世界大戦後独立してインドネシア共和国）・ジャワ島に育ったため、日本語がほとんどしゃべれなかったという。
最初アカデミー芸術学院から中田プロダクションに入る。千日前にあった大阪劇場の専属女優として活躍の後、千土地興行（のちの日本ドリーム観光）の所属で千日劇場にコメディアンで出演し美貌女優で人気を得る、1967年5月、梅田コマ劇場「宮城まり子自叙伝」で吉本新喜劇にデビュー。
20代から30代の頃は新喜劇のヒロインとして、藤井信子、山田スミ子に続くマドンナとして活躍、井上竜夫、末成由美らとともに、長年にわたり吉本新喜劇を支えた。
1989年「新喜劇やめよッカナ!?キャンペーン」で看板役者が次々と抜けていく中、桑原和男、池乃めだからとともに新喜劇に残留。新喜劇の舞台に立ち続けていた。
後年の役柄は、舞台の主人公もしくはヒロインの母親役、またはヒロインの婚約者（山田亮が演じることが多い）の母親役、旅館の女将役、売店のおばさん役のほか、たまに女学生の役も演じた（セーラー服姿は大変なインパクトを持つ→ヒロイン時代が長く、その後半、年齢上厳しかったにもかかわらず、セーラー服など、10代･20代の役をこなしており、その時代は誰もつっこめなかった。またそれを転じさせて使っていた）。その一方で、五十嵐サキ・小籔千豊・山田亮・伊賀健二・小米良啓太ら若手の育成にも力を注いだ。1970年代前半には、ブーツ姿の女ギャングを演じたこともあり、当然物語としては腰砕けになるものの、当時はこうした役もある程度サマになった。
2009年末頃より体調を崩し、その後再生不良性貧血と診断された。それから舞台に出演せず、自宅で療養を続けていた。
2017年2月7日、肺血腫による呼吸困難のため大阪市内の病院で死去。78歳没。同年4月4日に死去が伝えられた。

## エピソード
- 夫は横山エンタツの長男で、テレビ制作者の石田正治。従ってエンタツの次男花紀京は義弟にあたる。ただし、花紀の方が中山より一つ年上である。
- 女優の中山美穂とは一文字違いであった（ただし、美保側は美穂のデビュー以前よりこの芸名であった）ため、一時期よくそれをネタにされており、本人も「ミポリン」と自称したこともある。また、美穂本人とはなんばグランド花月の地下駐車場やエレベーターで実際に対面したこともあった。エレベーターで会ったエピソードに関しては美穂本人に対して「私が元祖中山美保や！」と言ったことがあり、石田靖がゲスト出演したyoutubeのにいなチャンネルの中で懐述していた。この縁で、2001年のドラマ「夫婦漫才」（TBS）に於いて、辻本ノブコ役 で、中山美穂（若かりし頃）→中山美保（後年）の二人一役で共演している。
- 亡くなるまで生年は「不詳」で通した。後輩がパスポートを預かる際にも、生年が分かるパスポートは絶対に持たせないようにしていたほどであった。同じく生年不詳とされていた今いくよ・くるよの2人の生年を公表した吉本興業元常務木村政雄ですら、中山の生年は認知していなかった。小学1年生の頃にインドネシアから引き揚げてきたとされることから、1934年（太平洋戦争開戦前の引き揚げに相当）、あるいは1938年（第二次世界大戦敗戦に伴う引き揚げに相当）の生まれではないかと言われていたが、1936年生まれの桑原と1歳しか違わないなど、これには諸説があった上に、生前は真相を明らかにしなかった。

## 主な持ちネタ
古参のメンバーでありながらこれといったギャグは持たないが、舞台上では主にひっつめ髪にお団子頭、眼鏡を着用することが多く、容貌（年齢やシワ）をいじられることが多い。
- うれしいことがあると、普通に楽しそうにしていたのが突然妖怪のような「ウヮーハハハハハハ」という笑い方になる。池乃めだかの同様のギャグ「ニャハハハハ」に近いがより単純。
- （マドンナの母親役で出た際に）「ご先祖様ですか?」
- （内場に首を見られて）

（内場）「おしゃれですね〜、ようさんネックレス巻いて」
（中山）「巻いてへんわ」
（座長）「巻いてはりますやん」（近づいて凝視して）「シワや〜」
- （石田靖に首を見られて）

首筋に触れて「いててて」
（中山）「どないしたん」
（石田）「シワが噛んだ」→少し間をおいて急に老人の歩き方になり「アワワワ、若さを吸い取られた〜。若さくれ〜」
（共演者）石田に接触されると若さを吸い取られたことをアピールしながらウェーブする。
（中山）「まぁ、よってたかって、何がシワシワシワよ」
（石田）「お〜、さすが元祖はキレが違うな」
- （小籔千豊）
  - （中山を回して首筋に触れながら）「赤いリンゴに唇寄せて〜」と歌う。

（中山）「おたくな〜に人をレコードの針みたいに回してくれてんのよ」
- また、足をがにまたにして大またで歩き、息子（あるいはそれに近い立場）役の共演者に『足、足、足…』と注意される。末成由美もこのギャグを使う。
- 「彼、わたしのことを…キャサリンって呼んでくれますねん」（一同ずっこける）
- （登場した際に）ほかのメンバー全員から死んだと言われ合掌される。

## 主な出演作

### テレビ番組
- よしもと新喜劇（毎日放送）
- 夕焼けの松ちゃん浜ちゃん（朝日放送）
- あさイチ!relax（読売テレビ）

### テレビドラマ
- 夫婦漫才（TBS）[2]
- 連続テレビ小説『ウェルかめ』（2009年、NHK） - お遍路客

### 映画
- 岸和田少年愚連隊 カオルちゃん最強伝説（2001年）

### Vシネマ
- 難波金融伝・ミナミの帝王 Vol.49「仮面の女」（2004年）
- 岸和田少年愚連隊 カオルちゃん最強伝説 妖怪地獄（2004年）